# 45594 Wendyrichard
45594 Wendyrichard este o planetă minoră (asteroid), cu un diametru de 3,921 km, din centura de asteroizi. A fost descoperită pe 6 februarie 2000 la Catalina Station⁠(d) de Catalina Sky Survey și a fost numită după Wendy Richard⁠(d). 
Obiectul prezintă o orbită caracterizată de o semiaxă mare de 2,6011945487609 UAi, o excentricitate de 0,20098262009956, o înclinație de 12,006820298284 ° în raport cu ecliptica.